# Propliopithecus
Propliopithecus var en kattstor primitiv hominid, som är känd från trakten av Faijum i Egypten. Den levde under oligocen för 30 miljoner år sedan. Den har egenskaper man kan vänta sig av en tidig föregångare till Ramapithecus, av vilken det äldsta fyndet är 14 miljoner år gammalt och till darteanerna (Australopithecus) som började uppträda för drygt 5 miljoner år sedan, samt slutligen till Homo, människosläktet.
Den var en 40 cm lång varelse liknande dagens Gibboner. Dess ögon var riktade framåt, och gav den stereoskopisk syn. Propliopithecus var troligen en allätare. Det är möjligt att Propliopithecus är samma varelse som Aegyptopithecus. Om så skulle vara fallet skulle namnet Propliopithecus ha företräde framför Aegyptopithecus enligt ICZN-regler, eftersom det myntades tidigare.

## Människoliknande tänder
Propliopithecus hade små hörntänder, saknade mellanrum för att passa hörntänderna in i den andra käken, och hade molarer mycket liknande dem i Australopithecus. Dessa drag skiljde Propliopithecus från Aegyptopithecus, som hade stora hörntänder tillsammans med andra mer apliknande dentala funktioner.